# Distrito de Nérac
El distrito de Nérac es un distrito (en francés, arrondissement) del departamento de Lot y Garona (en francés, Lot-et-Garonne), ubicado en la región de Nueva Aquitania, Francia. Tiene una población estimada, a inicios de 2021, de 38 342 habitantes.
Cuenta con 58 comunas.

## División territorial

### Cantones
A partir de 2015 los cantones fueron disueltos como subdivisiones administrativas y pasaron a ser meras circunscripciones electorales departamentales, vigentes solamente durante las elecciones para los consejos departamentales.
Por lo tanto, el cantón en Francia no es una persona jurídica, no tiene presupuesto, ni competencia, ni empleados, ni administrador, a diferencia de las comunidades de municipios u otras administraciones locales. Solo existe en el contexto de elecciones departamentales.
El "cantón" en el sentido popular ("los habitantes del cantón") es hoy, por lo tanto, una denominación desprovista de cualquier fundamento.

### Comunas
A fines de 2023 las comunas del distrito son las siguientes:
1. Allons
2. Ambrus
3. Andiran
4. Anzex
5. Barbaste
6. Beauziac
7. Boussès
8. Bruch
9. Buzet-sur-Baïse
10. Calignac
11. Casteljaloux
12. Caubeyres
13. Damazan
14. Durance
15. Espiens
16. Fargues-sur-Ourbise
17. Feugarolles
18. Fieux
19. Francescas
20. Fréchou
21. Houeillès
22. Lamontjoie
23. Lannes
24. Lasserre
25. Lavardac
26. Leyritz-Moncassin
27. Mézin
28. Moncaut
29. Moncrabeau
30. Monheurt
31. Montagnac-sur-Auvignon
32. Montesquieu
33. Montgaillard-en-Albret
34. Nérac
35. Nomdieu
36. Pindères
37. Pompiey
38. Pompogne
39. Poudenas
40. Puch-d'Agenais
41. Razimet
42. Réaup-Lisse
43. La Réunion
44. Saint-Laurent
45. Saint-Léger
46. Saint-Léon
47. Saint-Martin-Curton
48. Sainte-Maure-de-Peyriac
49. Saint-Pé-Saint-Simon
50. Saint-Pierre-de-Buzet
51. Saint-Vincent-de-Lamontjoie
52. Sauméjan
53. Saumont
54. Sos
55. Thouars-sur-Garonne
56. Vianne
57. Villefranche-du-Queyran
58. Xaintrailles

## Administración
Desde 2012 el subprefecto de Marmande también se desempeña como subprefecto de Nérac. A partir de 2016 tiene el título de “subprefecto de Marmande-Nérac”. En agosto de 2023 asumió el cargo Michel Gouriou.